# Birtley Town F.C.
Câu lạc bộ bóng đá Birtley Town là một câu lạc bộ bóng đá có trụ sở ở Birtley, Tyne và Wear, Anh. Đội hiện là thành viên của Northern League Division One và thi đấu trên sân Birtley Sports Complex.

## Lịch sử
Câu lạc bộ bóng đá Birtley ban đầu là thành viên sáng lập của Northern League vào năm 1889. Tuy nhiên, đội rời đi sau khi xếp thứ hai từ dưới lên của giải đấu trong mùa giải khai mạc. Câu lạc bộ sau đó gia nhập Northern Alliance, một lần nữa rời đi sau một mùa giải. Đội gia nhập lại liên minh vào năm 1895 và đứng cuối giải vào mùa giải 1897-98, trước khi rời đi một lần nữa vào năm 1900. Câu lạc bộ trở lại lần thứ ba trong giải đấu vào năm 1909, và á quân vào mùa giải 1913-14. Thế chiến thứ nhất, đội là những nhà vô địch vào mùa giải 1923-24.
Năm 1926, Northern Alliance hợp nhất thành North Eastern League, với Birtley trở thành thành viên của Division Two. Đội vẫn ở North Eastern League cho đến khi chuyển sang Wearside League năm 1935. Sau Thế chiến thứ hai, câu lạc bộ được đổi tên thành Birtley Town và tiếp tục giành chức vô địch Wearside League vào năm 1945-46. Tuy nhiên, sau khi xếp cuối giải vào các mùa giải 1949-50, 1950-51 và 1951-52, câu lạc bộ đã bị loại khỏi giải đấu.
Một đội Birtley Town mới được thành lập vào đầu những năm 1990 và gia nhập Division Two của Wearside League vào năm 1992. Đội vô địch Division Two mùa giải 1994-95, được thăng hạng lên Division One. Trong mùa giải 1997-98 câu lạc bộ đã vô địch League Cup, và mùa giải 2001-02 đội đã giành được cả League Cup và Monkwearmouth Charity Cup. Mùa giải sau đó, câu lạc bộ đã giành được chức vô địch Wearside League. Sau khi kết thúc với vị trí á quân mùa giải 2003-04 và 2004-05 và vô địch League Cup lần thứ ba mùa giải 2005-06, đội lại vô địch mùa giải 2006-07, qua đó thăng hạng Division Two của Northern League.
Trong mùa giải 2009-10 Birtley xếp cuối Division Two, nhưng không xuống hạng. Tuy nhiên, vào mùa giải 2015-16 câu lạc bộ đã kết thúc ở vị trí thứ hai từ dưới lên của giải đấu và bị xuống hạng xuống Premier Division của Northern Alliance. Họ là á quân Premier Division và vô địch League Cup mùa giải 2017-18, và được thăng hạng trở lại Division Two của Northern League.

## Danh hiệu
- Wearside League
  - Vô địch 2002-03, 2006-07
  - Vô địch Division Two 1994-95
  - Vô địch League Cup 1997-98, 2001-02, 2005-06
- Northern Alliance
  - Vô địch League Cup 2017-18
- Monkwearmouth Cup
  - Vô địch 2001-02
- Chung kết Shipowners' Cup - 2001-02

## Kỉ lục
- Thành tích tốt nhất tại Cúp FA: Vòng sơ loại, 2012-13[7]
- Thành tích tốt nhất tại FA Vase: Vòng Một, 2010-11[7]